# Chrom(III)-picolinat
Chrom(III)-picolinat ist eine chemische Verbindung des Chroms aus der Gruppe der Picolinate (Salz der Picolinsäure).

## Gewinnung und Darstellung
Chrom(III)-picolinat kann durch einstufige hydrothermale Synthesereaktion von 2-Pyridincarbonitril mit Chromsalzen bei einer Temperatur zwischen 80 und 200 °C unter 2 bis 3 atm oder Reaktion von Picolinsäure mit Chromverbindungen (wie Chrom(III)-chlorid) bei 70 °C und einem pH-Wert von 3,5 bis 4,2 gewonnen werden.

## Eigenschaften
Chrom(III)-picolinat ist ein kristalliner rötlicher bis dunkelvioletter Feststoff, der schwer löslich in Wasser ist. Das Monohydrat besitzt eine monokline Kristallstruktur mit der Raumgruppe P2/c (Raumgruppen-Nr. 13).

## Verwendung
Chrom(III)-picolinat darf laut Verordnung (EG) Nr. 258/97 als Chromquelle in Lebensmitteln (beachte Verordnung Nr. 953/2009 und/oder Nr. 1925/2006) verwendet werden. Im Jahr 2014 entfernte die Europäische Behörde für Lebensmittelsicherheit Chrom aus der Liste der essentiellen Mineralien. Die Einnahme von Chrom hat keinen nutzbringenden Einfluss bei gesunden Individuen.

## Sicherheitshinweise
Die positiven und negativen Effekte von Chrom(III)-picolinat werden kontrovers diskutiert. Einige Studien weisen auf eine karzinogene Wirkung hin, die durch intrazelluläre Umwandlung in Chrom(VI)-verbindungen erklärt wird. Es gibt keine gesicherten Forschungsergebnisse, die eine Rolle von Chrompicolinat bei der Erhöhung der Muskelmasse oder Muskelkraft bestätigen können.